# Philates platnicki
Philates platnicki là một loài nhện trong họ Salticidae.
Loài này thuộc chi Philates. Philates platnicki được Marek Żabka miêu tả năm 1999.